# Novaci
Novaci é uma cidade da Roménia com 6.151 habitantes, localizada no judeţ (distrito) de Gorj.